# Noemi (postać biblijna)
Noemi (ang. Naomi, hebr. Naomi נָעֳמִי) - postać biblijna, teściowa Rut. Pochodzenie imienia nie jest pewne, prawdopodobnie oznaczało „dobra, kochana”.

## Przekaz biblijny
W Piśmie Świętym Noemi jest wspomniana w Księdze Rut.
Noemi była żoną Elimeleka. Głód spowodował, że przenieśli się ze swoimi dwoma synami Machlonem i Kilionem z Judei do Moab.
Zarówno mąż jak i synowie Noemi zmarli, a ta udała się wraz z synową Rut do Betlejem.
W tym czasie Rut zbierała kłosy i zajmowała się teściową.
Okazało się, że pole z którego zbierała kłosy należało do jej ojca Elimeleka.